# Staatstheater Nürnberg
El teatro estatal de Núremberg (en alemán: Staatstheater Nürnberg) es una compañía de teatro alemana de Núremberg, Baviera. El teatro es uno de los cuatro teatros estatales bávaros donde se representan óperas, teatros, ballets y conciertos. Hasta el 1 de enero de 2005 se denominaba Städtische Bühnen Nürnberg (Escenarios Estatales de Núremberg).
Su local principal, la casa de ópera (Opernhaus Nürnberg), es uno de los mayores teatros de Alemania. Se construyó entre 1903 y 1905 en estilo Arte Nouveau por el arquitecto Heinrich Seeling. Otros locales de la compañía son la casa de juego  (Schauspielhaus Nürnberg) incluyendo las etapas pequeñas Kammerspiele y BlueBox, y el Meistersingerhalle donde se celebran los conciertos de orquesta (el Staatsphilharmonie Nürnberg). 
Desde 2018 la directora general de música de la compañía es Joana Mallwitz.  Su contrato inicial, anunciado en octubre de 2017, es para 5 años.  Es la primera mujer en el cargo en la historia de la compañía.

## Directores generales musicales
- Ferdinand Wagner (1923-1925)
- Bertil Wetzelsberger (1925-1938)
- Alfons Dressel (1938-1946)
- Rolf Agop (1946-1948)
- Alfons Dressel (1948-1955)
- Erich Riede (1956-1964)
- Hans Gierster (1965-1988)
- Cristian Thielemann (1988-1992)
- Eberhard Kloke (1993-1998)
- Philippe Auguin (1998-2005)
- Christof Pinchazo (2006-2011)
- Marcus Bosch (2011-2018)
- Joana Mallwitz (2018-presente)